# Баян-Тала
Баян-Тала (тув. Баян-Тала) — село в Дзун-Хемчикского кожууне Республики Тыва. Административный центр и единственный населённый пункт Баян-Талинского сумона.

## География
Село находится у р. Хемчик и р. Чадан.
Улицы
ул. Комсомольская, ул. Ленина, ул. Лопсанчап, ул. Мира, ул. Октябрьская, ул. Самбуу, ул. Хемчик.
К селу примыкают местечки (населённые пункты без статуса поселения) м. Ак-Шат, м. Булун-Терек, м. Дувурен, м. Кызыл-Хадын, м. Оруктуг-Сайыр, м. Сыын Чурээ.

## Население
| 2002 | 2010 | 2011 | 2012 | 2013 | 2014 | 2015 |
| ---- | ---- | ---- | ---- | ---- | ---- | ---- |
| 802  | ↘749 | ↘745 | ↘735 | ↗743 | ↘716 | ↘705 |
| 2016 | 2017 | 2018 | 2019 | 2020 | 2021 |      |
| ↘696 | ↗714 | ↗721 | ↗731 | ↘728 | ↗737 |      |

## Известные жители
- Дамба-Доржу Сат, певец, основатель ансамбля «Саяны», фольклорного ансамбля исполнителей горлового пения «Тыва», окончил Баян-Талинскую среднюю школу и сразу начал работать заведующим Домом культуры с. Баян-Тала[15][16].
- Доржу, Клара Бурбулдеевна — российский филолог, учёный, кандидат филологических наук, исследователь тувинского языка, поэтесса. До 7-го класса училась в средней школе села Баян-Тала.

## Инфраструктура
В селе имеется средняя школа (в 2018 году один выпускник, дом культуры. 

## Экономика
Работают МУУП «БУЛУН-ТЕРЕК» БАЯН-ТАЛА — выращивание зерновых и зернобобовых культур, КФХ «УГЕР» — разведение овец и коз, СХК «УЛУГ-ТЕЙ» — разведение крупного рогатого скота

## Транспорт
Автодорога местного значения, щебеночная.